# Habsburg–Lotaringiai Mária Terézia főhercegnő
Habsburg-Lotaringiai Mária Terézia osztrák főhercegnő, magyar és cseh királyi hercegnő (teljes nevén Mária Terézia Erzsébet Filippina Lujza Jozefa Johanna, németül: Maria Theresia Elisabeth Philippine Luise Josepha Johanna Erzherzogin von Österreich) (Bécs, 1762. március 20.,  ─ Bécs, 1770. január 23.) II. József német-római császár egyetlen valameddig életben maradt gyermeke.

## Élete

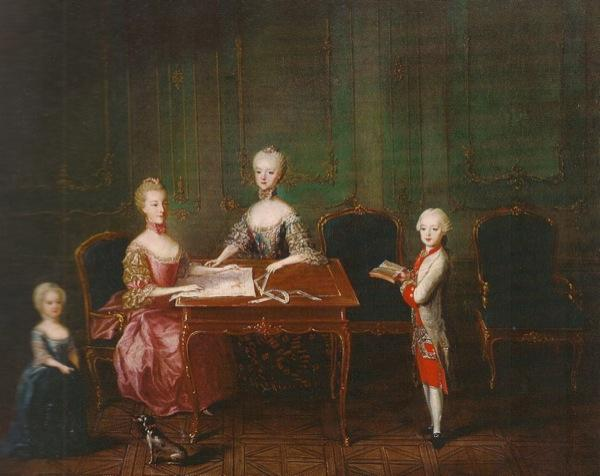
Terézia (balra) és két nagynénje, Mária Karolina és Mária Antónia, illetve nagybátyja, Miksa Ferenc

Mária Terézia 1762-ben született Habsburg-Lotaringiai József osztrák főherceg, magyar és cseh királyi herceg (a későbbi II. József német-római császár és magyar király) és Bourbon Izabella parmai hercegnő, spanyol infánsnő első gyermekeként. Apja volt a Habsburg Birodalom trónörököse anyja, Mária Terézia után. Két éves korában apját római királlyá (a császári cím örökösévé) választották és koronázták.
Apja a kezdettől szeretettel vette körül Teréziát. Anyja súlyos pszichológiai problémákkal, depresszióval, vagy bipoláris zavarral küzdött, valószínűleg nem sokat foglalkozott a gyermekével. Bizalmas levelezésében csak egyszer, futólag említette, magánjellegű feljegyzéseiben egyszer sem. Izabella, akiben öngyilkos hajlamok alakultak ki, rendszeresen megjósolta, hogy nem fogja megérni huszonkettedik születésnapját (végül három hónappal előtte halt meg), és azt is, hogy nem sokkal később „magával viszi” majd a lányát. Írásai alapján forradalmi gondolatai voltak a gyermeknevelésről, a kedvességet és az észszerű magyarázatokat tartotta célravezetőnek, elítélte a tekintélyelvűséget és a testi fenyítést, ám nem tudni, a gyakorlatban hogyan viszonyult Teréziához.

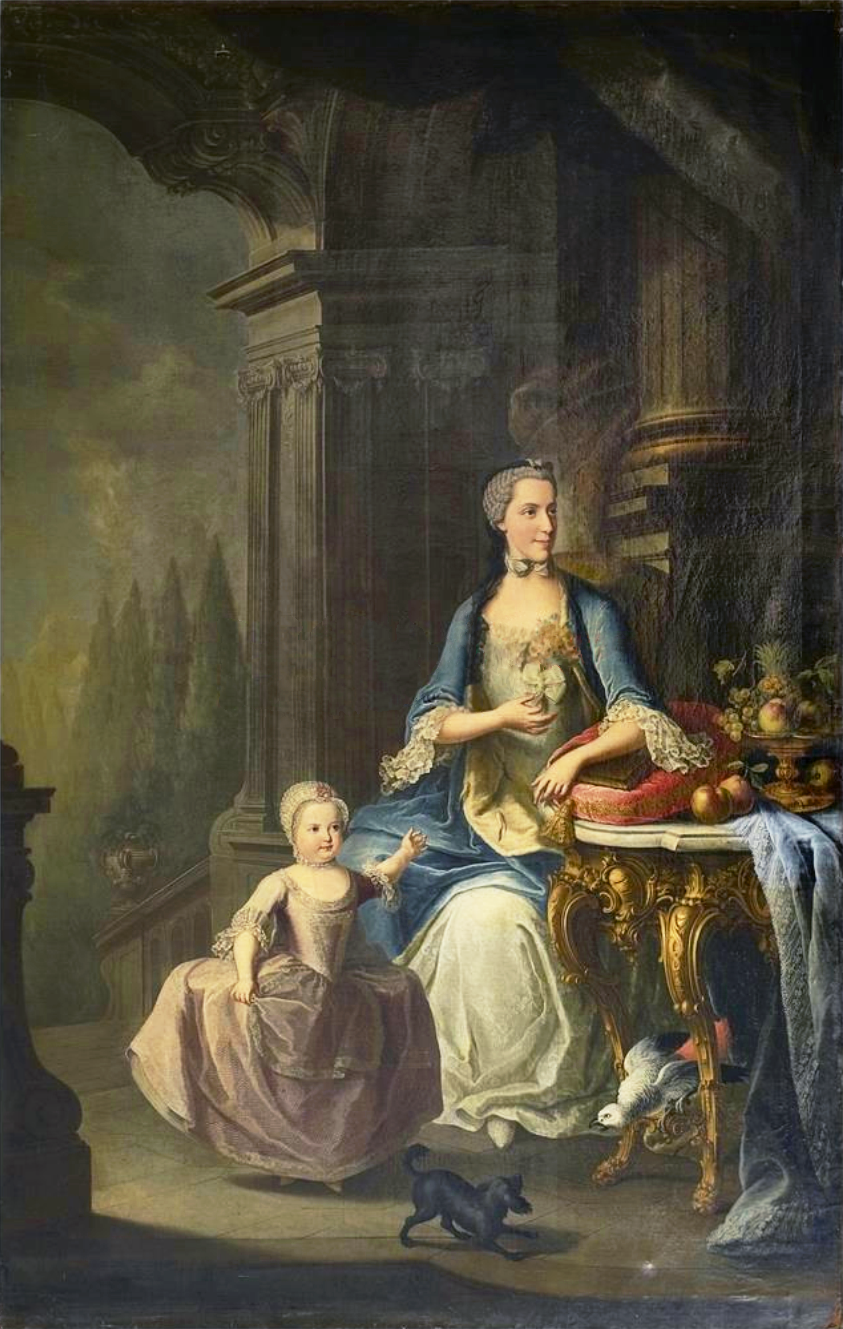
Mária Terézia az édesanyjával, 1762-ben Martin van Meytens műhelyében készült kép

Anyja, akit testileg és lelkileg is megviselt négy terhessége (ebből kettő vetéléssel végződött) házasságának három éve alatt, 1763 novemberében hunyt el fekete himlőben, miután világra hozta a koraszülött Mária Krisztina főhercegnőt, aki még aznap meghalt.
Nagy család vette körül, apjának kilenc testvére élt az udvarban Terézia születésekor, a legfiatalabb, Miksa Ferenc, csak hét évvel volt idősebb nála. Gyermekként ismerte a későbbi Mária Antónia (Marie-Antoinette) francia királynét, aki a legfiatalabb nagynénje volt. Apja imádott felesége halála után minden érzelmével Terézia felé fordult. Mivel Mária Terézia királynő elvárta, hogy fiú örököse szülessen, József 1765-ben újraházasodott, másodunokatestvérét, Bajorországi Mária Jozefát vette feleségül, akivel rossz házasságban élt, és aki 1767-ben szintén fekete himlőben halt meg. Nem ismert, milyen kapcsolata volt mostohaanyjával.
Rövid élete során gyakran találkozott a halállal: másfél évesen elveszítette édesanyját, három éves korában apai nagyapját, I. (Lotaringiai) Ferenc német-római császárt (ezután lett apja, József a császár). 1767-ben, Terézia öt éves korában előbb mostohaanyja, majd egyik nagynénje, a tizenhat éves, esküvőjére készülő Mária Jozefa halt bele a fekete himlőbe. 1768-ban őt és a család többi, a betegségen még át nem esett tagját Mária Terézia királynő parancsára beoltották himlő ellen (varioláció).
Hét éves korában Teréziánál mellhártyagyulladás alakult ki. Mivel senki mástól nem fogadott el ételt vagy orvosságot, apja ápolta pihenés nélkül, de a kislány 1770. január 23-án meghalt. Anyja és csecsemő húga mellett temették el a császári kripta Mária Terézia-termében. Apját végképp összetörte egyetlen gyermeke elvesztése; apósának, I. Fülöp pármai hercegnek (Terézia anyai nagyapjának) így írt: „Megszűntem apa lenni; ez több, mint amit el tudok viselni […] Nem tudom megállni, hogy minden pillanatban azt mondjam és gondoljam: Istenem, add vissza a leányomat, add őt vissza nekem”.
Koporsóját egy Balthazar Ferdinand Moll által készített, késő rokokó stílusú szarkofágba helyezték, amelyre rávésték a főhercegnő címerét (ez Magyarország, Burgundia, Etruria, Ausztria és Lotaringia címeréből állt és a főhercegi korona díszítette). Teréziát a szarkofág tetején alvó, hosszú ruhás kislány szobra jelképezi, feje két oldalán egy-egy korona, kezében rózsafüzér és feszület. A latin sírfelirat a következő: „Mária Terézia, Ausztria főhercegnője, a legmagasságosabb II. József római császár és Bourbon Izabella leánya, született 1762. március 20-án, híres tiszta jámborságáról, emelkedett viselkedéséről, éles elméjéről és a lélek és a test legszebb ajándékairól, méltóbb a mennyhez, mint a földhöz, házasságra lépett, övéit gyászban hagyva, Szűz Mária menyegzőjének ünnepén, Isten szeplőtelen Bárányával, 1770. január 23-án”.